# Jóvenes y verdes
Jóvenes y verdes es el primer cuento de la tercera y última parte del libro Obabakoak de Bernardo Atxaga, escritor guipuzcoano ganador del Premio Nacional de Narrativa en 1989 y entregado por el Ministerio de Cultura. La obra fue escrita en euskera y posteriormente traducida a varios idiomas, entre ellos al japonés y coreano; el propio autor fue el encargado de traducirla al castellano.  
Obabakoak es un conjunto de 26 cuentos divididos en tres partes; la primera se titula “Infancias” donde narra la fatalidad y la juventud. El primer cuento de esta parte se titula “Esteban Werfell”. La segunda parte del libro se titula “Nueve palabras en honor del pueblo de Villamediana” y la tercera y última parte “En busca de la última palabra” incluye dos cuentos de la tradición persa de Las mil y una noches: “El criado del rico mercader” y “Dayoub, el criado del rico mercader”, que empezando ambos de la misma forma, acaban de manera distinta. Pero no solo se relaciona con Las mil y una noches, sino también con Los cuentos de Canterbury y El Conde Lucanor.

## Resumen
El narrador, y personaje protagonista, nos acerca a la historia mediante una fotografía perteneciente a su etapa escolar. Tras una reflexión sobre el momento en el que se tomó la imagen, el protagonista deja entrever que aquel objeto del pasado había carecido de valor para él hasta que un compañero de trabajo le propone ampliarla. Una vez tiene delante la foto en mayor tamaño, aprecia un detalle que antes había pasado por alto: Ismael, compañero de clase del narrador, está sujetando un lagarto vivo a pocos centímetros de la oreja de Albino María justo en el momento de la foto.
Este hecho será el que desencadenará la acción y el interés por conocer el motivo por el cual Albino María se quedó sordo y alelado. El protagonista buscará la verdad junto a un amigo médico, visitando para ello a Ismael en un pueblo costero y planeando una visita a Obaba, donde reside su tío de Montevideo, aparente crítico literario.
La narración de la historia de Albino María y el lagarto queda en suspense y será recurrente en los siguientes cuentos.

## Personajes

### Ismael
Gracias a este personaje se desarrolla la trama del cuento, es el que presenta el mito del lagarto a los lectores. El narrador lo describe como “el demonio de la clase” (1988: 173) en su etapa infantil, pero sus modales pasan a ser más tranquilos y amables en su edad adulta, cuando se presenta como dueño de un pub. 
1. ↑  Atxaga, Bernardo (1988). Obabakoak (2007 edición). Alfaguara. ISBN 978-84-204-7136-5.

### Albino María
Es el personaje sobre el que se crea la trama y el ejercicio de suspense. A él es a quien se pretende ayudar resolviendo la incógnita del misterio del lagarto. Se le describe como el niño más listo de la clase al comienzo del cuento, mientras que acaba siendo uno de los más torpes tras el suceso que propicia la toma de la fotografía de grupo. 

### Tío de Montevideo
Este es un personaje puente que facilita la continuación de la trama, no tiene especial relevancia. Es un hombre que hizo las Américas y que tiene gran afición por la literatura anterior al siglo XIX, acusando de plagio a toda la literatura posterior.

### Protagonista
Es el personaje encargado de esclarecer el misterio del lagarto junto con su amigo médico (del que no se dice cómo se llama). Todos los personajes parten de su círculo de conocidos, familiares y amigos, él nos los va presentando. 

## Estilo
El estilo de Bernardo Atxaga en este cuento se define por el uso de la escritura autorreflexiva. Esto se traduce en una narración en primera persona despojada de toda subjetividad, o al menos eso es lo que deduciría un lector confiado tras leer la parte introductoria del cuento en la que el narrador se presenta como transcriptor y no como escritor-inventor.
“El autor extraerá la materia narrativa de su propia realidad. No se comportará, pues, como escritor, sino únicamente -a pesar de la rima, no es lo mismo- como transcriptor”
No obstante la historia comienza con un flashback donde la narración en primera persona pretendidamente aséptica deja paso al monólogo interior.

En este cuento Atxaga emplea de forma muy destacada la estrategia literaria del suspense, visitada magistralmente por Edgar Allan Poe o Julio Cortázar entre otros, aunque en esta ocasión desligada del terror. Este suspense puede ser valorado como una traición al lector, pues el anhelado final del relato es interrumpido por capricho del autor:
“La historia del lagarto y su última palabra pueden esperar”
Otros rasgos estilísticos destacables del narrador son la inclusión de juegos de palabras y metáforas que lindan con la alegoría, recursos que contribuyen a crear esa atmósfera de irrealidad dominante en toda la obra, por momentos incomprensible.

## Simbolismo en Atxaga: el lagarto
El lagarto es un elemento recurrente a lo largo de los cuentos que conforman la obra Obabakoak. Para los habitantes del pueblo Obaba, este pequeño reptil supone una amenaza ya que tiene la facilidad de meterse en el oído de las personas y comerles el cerebro. Por ello, los padres y madres advertían a sus hijos que nunca se quedasen dormidos en la hierba.
—Nunca os quedéis dormidos sobre la hierba —nos decían nuestros padres—. Si lo hacéis, vendrá un lagarto y se os meterá en la cabeza.
—¿Por dónde? —preguntábamos.
—Por el oído.
—¿Para qué? —volvíamos a preguntar.
—Pues para comeros el cerebro. No hay nada que a un lagarto le guste más que nuestro cerebro.
—¿Y qué pasa después? —insistíamos.
—Os volveréis tontos, igual que Gregorio —afirmaban nuestros padres muy serios.
La presencia del lagarto y la leyenda en torno a él hacen palpable la superstición en la obra. No es de extrañar que en un pueblo como Obaba todavía perduren las leyendas y las creencias pasadas, ya que es un paraje remoto y rural. Atxaga crea un mundo donde la realidad cotidiana convive con la inverosimilitud y con la ficción, características muy ligadas al Realismo Mágico.
El carácter supersticioso del pueblo de Obaba hacia los lagartos está estrechamente ligado con la mitología vasca. Según la tradición, los llamados herensugeak habitan en las simas de los montes del País Vasco y pueden tener forma de lagarto o forma de dragón. Algunas leyendas dotan a los herensugeak de personalidad protectora y transmisora de sabiduría, otras en cambio, y como es el caso de Obabakoak, retrata a los lagartos como animales temibles y peligrosos.